# Bágala
Bágala è un comune (corregimiento) della Repubblica di Panama situato nel distretto di Boquerón, provincia di Chiriquí. Si estende su una superficie di 43 km² e conta una popolazione di 2.330 abitanti (censimento 2010).  